# Лоло, Игор
Алекса́ндр Иго́р Лоло́ (фр. Alexandre Igor Lolo; 22 июля 1982, Абиджан, Берег Слоновой Кости) — ивуарийский футболист, защитник.

## Карьера

### Клубная
Футболом начал заниматься на родине, в 1998 году получил травму колена, но в течение трёх лет ему удалось восстановиться. Играл за клуб «АСЕК Мимозас», стал в его составе четырёхкратным чемпионом Кот-д’Ивуара, двукратный обладатель Кубка Кот-д’Ивуара. В 2003 году перешёл в бельгийский клуб «Беверен».
В 2004 перешёл в донецкий «Металлург», став уже третьим легионером из Кот-д’Ивуара в команде. В высшей лиге Украины дебютировал 31 июля 2004 года в матче против «Шахтёра» (3:0). Затем играл за бельгийские команды «Жерминаль Беерсхот» и «Генк». Летом 2008 года находился на просмотре в «Монако».
В «Днепр» перешёл в сентябре 2008 года, став первым легионером из Африки. Дебютировал 28 сентября 2008 года в матче против «Металлурга» из Запорожья (1:2).
В январе 2009 года Игор подписал контракт с «Монако» выступающего в чемпионате Франции. В Лиге 1 дебютировал 7 марта 2009 с «Ниццей». 4 августа 2011 года было сообщено, что Игор близок к переходу в «Кубань», с которой в итоге был подписан трёхлетний контракт. 22 августа контракт был подписан. 29 апреля 2013 года был официально отзаявлен. Всего провёл за «Кубань» 34 встречи в чемпионате, 1 матч в Кубке России и 2 игры в молодёжном первенстве.
12 июня 2013 года подписал двухлетний контракт с «Ростовом». 8 мая 2014 года забил решающий пенальти «Краснодару» в финальном матче Кубка России, принеся «Ростову» победу в этом турнире.
В январе 2016 года подписал контракт с бельгийским клубом «Вестерло». Из-за разрыва внутренней связки выбыл на длительный период, и так не смог провести за бельгийский клуб ни одного матча. После чего объявил о завершении карьеры футболиста.

### В сборной
Играл за юношескую и олимпийскую сборную Кот-д’Ивуара. Первый матч за сборную провёл 22 мая 2008 года на Kirin Cup против сборной Парагвая. Принял участие в играх двух Кубках африканских наций.

## Достижения
АСЕК Мимозас
- Чемпион Кот-д’Ивуара: 2003
- Обладатель Кубка Кот-д’Ивуара: 2003

«Беверен»
- Финалист Кубка Бельгии: 2003/04

«Монако»
- Финалист Кубка Франции: 2009/10

«Ростов»
- Обладатель Кубка России: 2013/14

Сборная Кот-д’Ивуара
- Серебряный призёр Кубка африканских наций: 2012